# Cornelio Wigwigan
Cornelio Galleo Wigwigan (ur. 28 maja 1942 w Sabangan, zm. 16 maja 2005) – filipiński duchowny katolicki, wikariusz apostolski Bontoc-Lagawe w latach 2004–2005.

## Życiorys
Święcenia kapłańskie przyjął 26 grudnia 1966 i został inkardynowany do wikariatu apostolskiego Bontoc-Lagawe. Pracował jako rektor misji katolickich na terenie wikariatu, był także rektorem seminarium w Baguio, ekonomem wikariatu oraz rektorem seminarium w Bontoc.
19 marca 2004 papież Jan Paweł II mianował go wikariuszem apostolskim Bontoc-Lagawe ze stolicą tytularną Vagrauta. Sakry biskupiej udzielił mu 25 maja tegoż roku ówczesny nuncjusz apostolski na Filipinach, abp Antonio Franco.
Zmarł 16 maja 2005.